# Лемешки (Владимирская область)
Лемешки — село в Суздальском районе Владимирской области России, входит в состав Боголюбовского сельского поселения.

## География
Село расположено на автодороге М7 «Волга» в 3 км на северо-восток от центра поселения посёлка Боголюбово, в 7 км на северо-восток от Владимира. Остановочный пункт Лемешки на железнодорожной линии Владимир — Ковров.
Менее чем в километре к юго-западу от села расположено устье реки Нерль, впадающей в Клязьму, и церковь Покрова на Нерли.

## История

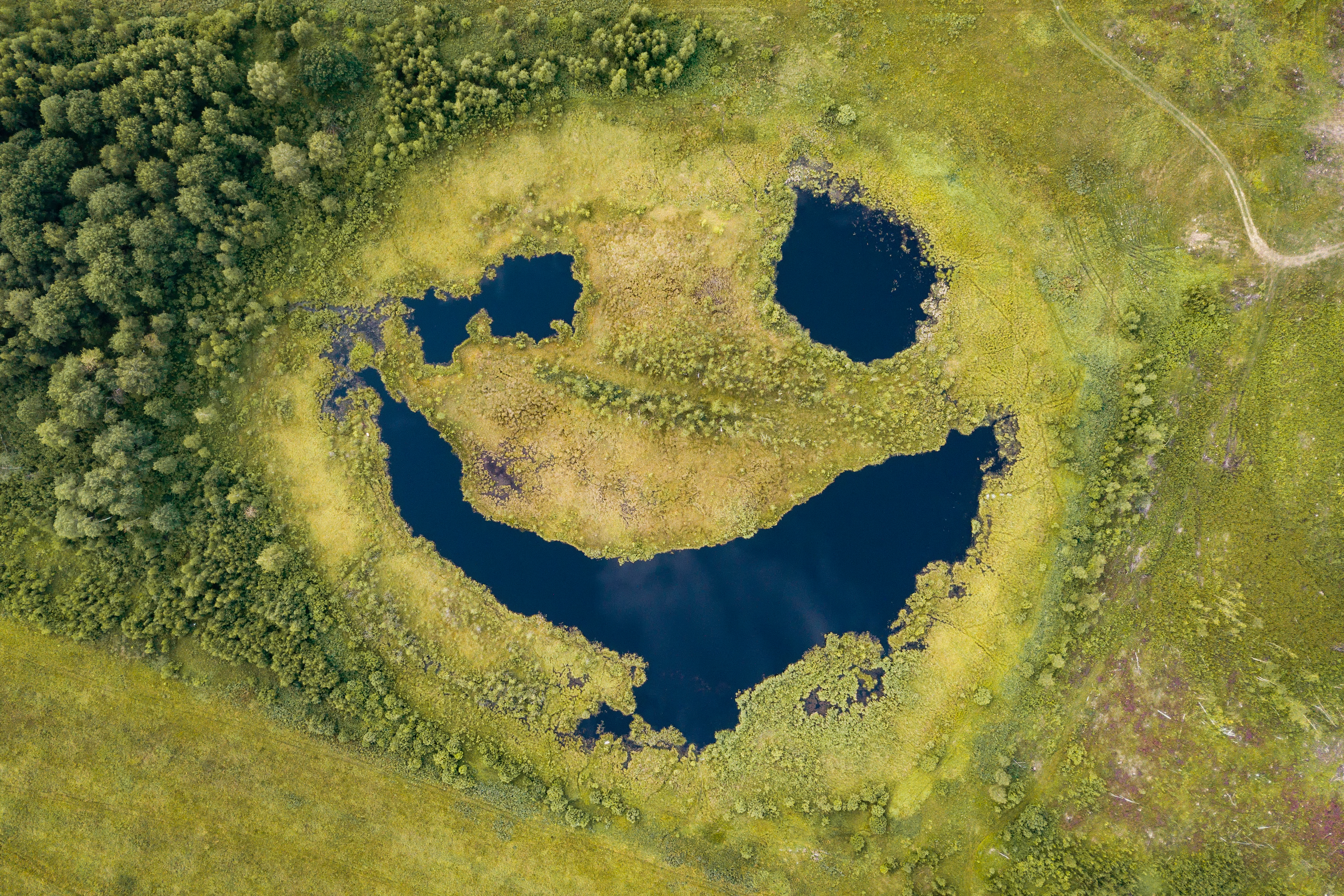
«Смеющееся» озеро рядом с селом

По преданию, это село составилось из крестьян разных мест, переселенных сюда помещиками, которых в селе было пять. Церковь в первый раз здесь построена помещиком Степаном Андреевичем Феофилатьевым в 1692 году и освящена во имя Вознесения Господня. К ней были определены священник, дьячок, пономарь и просвирница. Помещиком для причта было выделено земли пахотной 10 четвертей в поле и сенных покосов на 10 копен. В 1726 году по прошению Александра Феофилатьева перевезена была из села Ославского старая деревянная церковь и из нее в Лемешке была выстроена другая теплая церковь, которая была посвящена имени Николая чудотв. В начале XIX столетия вместо этих двух церквей построена здесь каменная церковь; теплый придел ее освящен в 1808 году, а главный алтарь в 1824 году. В 1857 году к церкви пристроена каменная колокольня. Престолов в церкви три: в холодной – во имя Вознесения Господня, в приделах теплых – во имя Николая чудотворца и Божией Матери «Всех скорбящих радости». В 1893 году приход состоял из села Лемешек и деревень: Квашнина, Грезина, Соболихи и Нов. Быковки, в коих по клировым ведомостям числится 519 душ мужского пола и 549 женского. В селе Лемешке было народное училище, содержавшееся на средства земства.
В конце XIX — начале XX века село входило в состав Боголюбовской волости Владимирского уезда Владимирской губернии.
С 1929 года село входило с состав Добрынинского сельсовета Владимирского района, с 1960 года — центр Лемешинского сельсовета, с 1965 года — в составе Суздальского района.
До 2011 года в селе действовала Лемешинская начальная общеобразовательная школа.

## Население
| 1859 | 1897 | 1905 | 1926 | 2002 | 2010 | 2021 |
| ---- | ---- | ---- | ---- | ---- | ---- | ---- |
| 530  | ↗813 | ↘801 | ↗934 | ↘493 | ↘441 | ↘340 |

## Достопримечательности
В селе находится действующая церковь Вознесения Господня (1808—1824).
Группа озер, находящихся на окраине села, при съёмке сверху похожи на улыбающийся смайлик.